# Peter Röhlinger

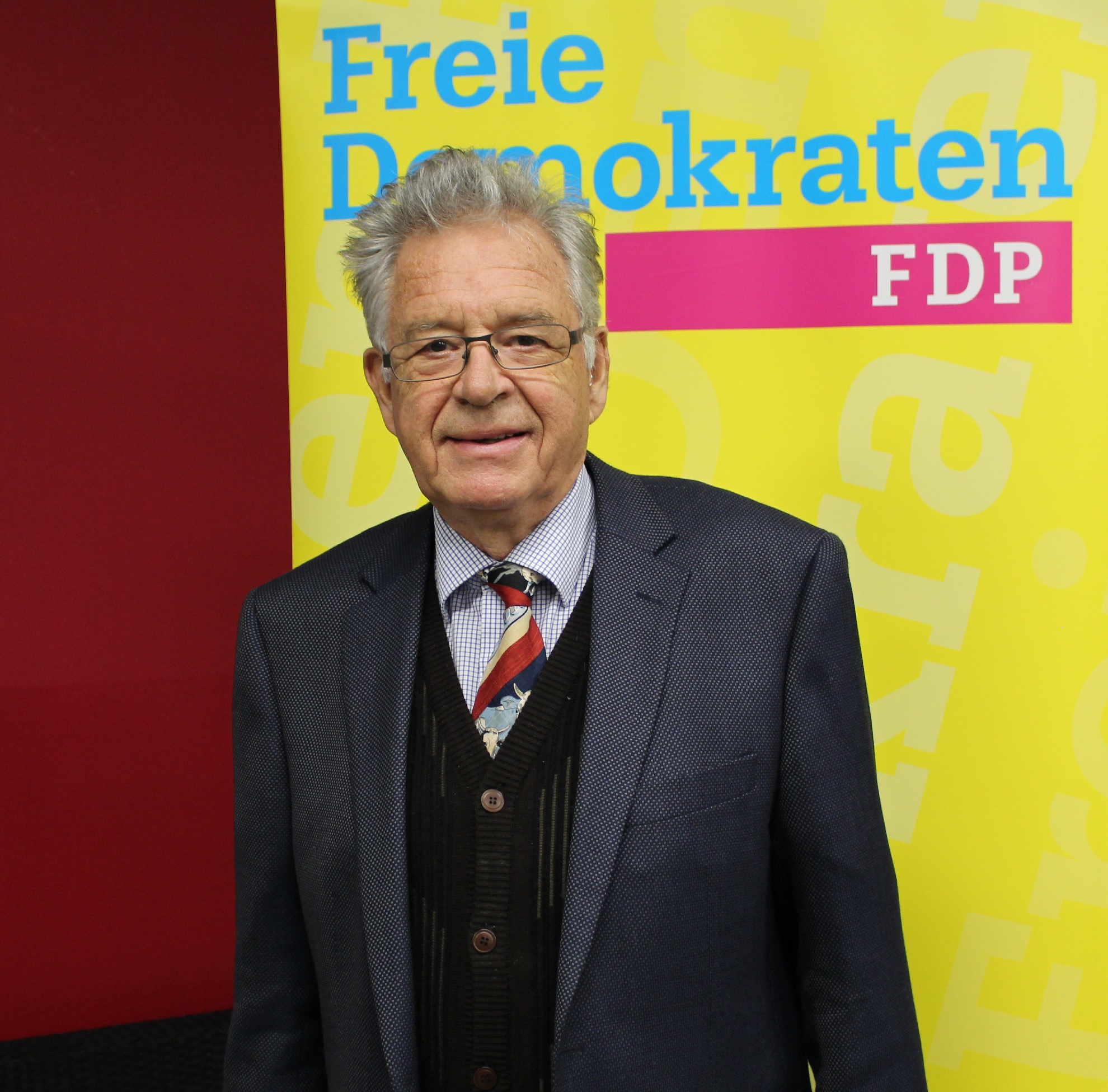
Peter Röhlinger 2017

Peter Röhlinger (* 8. Februar 1939 in Jena) ist ein deutscher Politiker (FDP). Er war vom 22. Mai 1990 bis 2006 Oberbürgermeister der Stadt Jena und war von 2009 bis 2013 Mitglied des Deutschen Bundestages.

## Privates
Röhlinger studierte ab 1958 Veterinärmedizin an der Universität Leipzig und war nach dem Examen 1964 als Tierarzt in einer staatlichen Tierarztpraxis und bald danach als Dozent und Wissenschaftler an der Fachschule für Veterinärmedizin in Beichlingen tätig. An der Universität Leipzig legte er die Promotion A und B ab.
Röhlinger ist katholisch und Vater von drei Kindern.
Er ist ehrenhalber Alter Herr der Burschenschaft Arminia auf dem Burgkeller Jena.

## Politik
Auf Vorschlag der SPD einigten sich die großen Parteien bei der Wahl 1990 auf eine gemeinsame Unterstützung des FDP-Kandidaten Röhlinger bei der Wahl zum Oberbürgermeister in Jena. 1994 und 2000 wurde Röhlinger wiedergewählt.
Innerhalb der FDP Thüringen bekleidete Röhlinger vom 3. Dezember 1994 bis zum 20. März 1999 das Amt des Landesvorsitzenden. Röhlinger war von 2007 bis 2014 Mitglied im Vorstand der Friedrich-Naumann-Stiftung für die Freiheit.
Zur Bundestagswahl 2009 wurde Röhlinger über Platz 2 der Landesliste der Thüringer FDP in den Deutschen Bundestag gewählt. Als FDP-Direktkandidat im Bundestagswahlkreis Gera – Jena – Saale-Holzland-Kreis erhielt er 9,7 % der Erststimmen. Bei der Bundestagswahl 2013 kandidierte er nicht.
Röhlinger wurde am 26. Februar 2016 in Würdigung seiner Verdienste als Oberbürgermeister die Ehrenbürgerwürde der Stadt Jena verliehen.